# Henrik Mihael Löhr
Henrik Mihael Löhr, baročni kipar, * okrog 1700, † po 1761, Ljubljana.
Leta 1726 je postal meščan Ljubljane.
Bil je sodobnik najpomembnejšega ljubljanskega baročnega kiparja Francesca Robbe, vendar se njegovo delo močno razlikuje od lepotno naglašene italijanske smeri.  Gre za kiparstvo v lesu, ki ga zaznamujejo tršati liki ostrih naturalističnih potez in čokatih postav v oblačilih z globokimi, kompaktnimi gubami. Figure kažejo vrsto anatomskih pomanjkljivosti, so v pasu prekratke, oblikovane s samosvojim izrazom in se ne podrejajo ustaljenim baročnim normam; morda so pritegnile pozornost ravno zato, ker niso baročno sladkobne.
Med Löhrovimi ugotovljenimi deli v Ljubljani so Zveličar (1727) in pet drugih kipov (1734) za šempetersko cerkev, heraldični znaki za mestno hišo (1728), veliki oltar za diskalceatsko cerkev (1735, odstranjen 1786) in šest kipov angelov na srednji orgelski omari v stolnici (1737).
Pripisani so mu tudi trije oltarji v štepanjski cerkvi v Ljubljani, (1744, v sodelovanju s slikarjem Francem Jelovškom), štirje veliki kipi na velikem oltarju župnijske cerkve Marijinega rojstva v Polhovem Gradcu (1746, v sodelovanju z delavnico Facia), kipi na velikem oltarju župnijske cerkve Marijinega vnebovzetja v Dobrovi, trije oltarji v cerkvi na Žalostni gori pri Preserju, oltarček Trpečega Kristusa ob severni strani slavoloka v Uršulinski cerkvi v Ljubljani, kipi puttov na oltarju sv. Križa v ljubljanski frančiškanski cerkvi, veliki oltar v  cerkvi sv. Tomaža v Zgornjih Pirničah, stranski oltar v podružnični cerkvi sv. Katarine na Bregu pri Litiji in oltar v kapeli v Račni pri Grosuplju. V ljubljanski stolnici, kjer je dokazano delal leta 1737, bi mu lahko pripisali tudi kipa sv. Jurija in sv. Ahaca na stranskem oltarju.
Sv. Job in sveti vojščak (verjetno Janez) iz ljubljanske šempeterske cerkve, ki ju hranijo v Narodni galeriji, na prvi pogled presenetita  z nenavadno kratkima, zbitima postavama. Zdi se, kot da bi telesu, ki je sicer krepko razvito, manjkal del okoli pasu in bokov, kar ustvarja skoraj pritlikav videz postav.  Pomenljiva sta tudi obraza: imata ostre, naturalistične črte, močne nosove, vdrte oči in vrtinčaste brade. Robatemu videzu ustrezajo odločni gibi in globoke, kompaktne gube oblačil. Podoba je, kot da bi kiparju bila ideal nelepa, tršata postava, vzeta iz vsakdanjosti, in ne poduhovljeni, telesno dognani lepotci iz onostranstva, kakršne je predpisoval baročni kanon.
Löhr je bil tudi družbeno aktiven. Prizadeval si je za napredek kiparske stroke, nastopal je proti kiparjem, ki niso bili včlanjeni v kiparsko bratovščino (znan je bil po sporih), skrbel je za vzgojo mladih kiparjev in leta 1761 predložil Mariji Tereziji načrt za ustanavljanje umetnostnih akademij po vsem cesarstvu, in sicer po vzoru Rima, ki ga je bil Löhr tudi sam obiskal.